# Jan Nepomucen II Carl Praschma
Jan Nepomucen II Karol Józef Wincenty Franciszek Walenty Michał hrabia Praschma (1757–1822). Syn Jana Nepomucena I i Marianny von Zierotin, ósme dziecko z czternaściorga dzieci tego małżeństwa. Zawarł związek małżeński z Marianną Karoliną von Zierotin-Lilgenau, (1761–1793) córką Ludwiga Antona von Zierotin i wnuczką Johanna Ludwiga von Zierotin.

## Życiorys
Objął dobra niemodlińsko-tułowickie w roku 1779 na mocy testamentu Michaela von Zierotin, który był bratem jego matki. Uzyskał w Wiedniu wykształcenie prawnicze. Miłośnik literatury i muzyki: zgromadził znaczną bibliotekę, organizował przedstawienia teatralne i utrzymywał kapelę dworską. W 1787 r. rozpoczął remont zamku w Niemodlinie, pracami tymi w początkowym okresie kierował inżynier Steglich, absolwent Akademii Drezdeńskiej. W lasach koło Lipna na terenie zamkowego zwierzyńca założył park krajobrazowy, którego częścią był najstarszy obecnie na ziemiach polskich ogród botaniczny, do którego sprowadzał rzadkie okazy roślin. W ogrodzie botanicznym pierwsze drzewa zasadzono w 1782 r. i przynajmniej jedno z nich, jałowiec wirginijski, rośnie tam do dziś. 
Zmarł w roku 1822 i został pochowany w kaplicy zamkowej.